# Jeunesse communiste révolutionnaire
Pour les articles homonymes, voir JCR.
Ne doit pas être confondu avec Jeunesses communistes révolutionnaires.
La Jeunesse communiste révolutionnaire (JCR) est une ancienne organisation de jeunesse trotskiste (1966-1968), dont une partie des militants viennent du PCI, et ancêtre de la Ligue communiste, puis de la Ligue communiste révolutionnaire (LCR) et du Nouveau Parti anticapitaliste (NPA).

## Fondateurs
La Jeunesse communiste révolutionnaire est fondée le 2 avril 1966 par 120 personnes menées par Alain Krivine, instigateur en 1961 du Front universitaire antifasciste pour combattre l'OAS . Environ 70 d'entre eux quittent l'UEC à l'occasion d'un séminaire de Noël à Briançon avec l'économiste trotskiste Ernest Mandel.
Krivine est suivi d'une soixantaine de militants du secteur Sorbonne-Lettres de l'Union des étudiants communistes qui avaient rejoint un séminaire avec l'économiste trotskiste Ernest Mandel organisé dès les vacances de Noël 1965 à Briançon pour préparer la rupture. Depuis l'été 1965, ils reprochent au Parti communiste français, qui vient de reprendre en main l'UEC lors du congrès de mars 1965, d'avoir soutenu la candidature de François Mitterrand à l'élection présidentielle de 1965, malgré son passé de ministre pendant la guerre d'Algérie.
Participent aussi à la fondation de la JCR :
- quelques dizaines de militants, membres de la tendance trotskysante, dite « socialiste révolutionnaire », des Étudiants socialistes unifiés, organisation de jeunesse du Parti socialiste unifié, qui l'avaient quitté pour rejoindre le "PCI" né en 1965[1] ;
- Jean-Jacques Samary et ses camarades de Cannes, exclus de la Jeunesse communiste en octobre 1964 pour avoir critiqué l'absence de démocratie et la dépolitisation de son journal Nous les garçons et les filles[1].

Alain Krivine est exclu de l'UEC en janvier 1966. Claude Chisserey, également membre du "PCI-minoritaire" né en 1965, et de l'UEC, se lève avec lui pour chanter L'Internationale lorsque la nouvelle direction propose de les exclure, à la demande de Paul Laurent, Roland Leroy et Jean-Michel Cathala. Claude Chisserey ne suit cependant pas Krivine à la JCR.

## Débuts et croissance
Après le séminaire de Briançon à Noël, la conférence constitutive de la JCR est organisée par Alain Krivine le 2 avril 1966, et 120 personnes représentent une quinzaine de villes.
Le 1er congrès n'a lieu qu'un an plus tard, les 24-25-26-27 mars 1967, à la Salle des Horticulteurs de Paris, sous les effigies de Marx, Engels, Lénine, Rosa Luxemburg, avec 26 villes représentées, une assise qui montera à 37 villes lors de la deuxième conférence nationale, organisée en avril 1968, avec environ 350 membres.
La croissance des effectifs reste lente, malgré l'implication des militants de la JCR dans le Comité Vietnam national constitué le 30 novembre 1966 pour protester contre l'intervention américaine au Vietnam, présidé par le mathématicien Laurent Schwartz, ex-président du comité Maurice-Audin et du Front universitaire antifasciste (FUA) lors de la guerre d'Algérie, suivi par Jean-Paul Sartre et Pierre Vidal Naquet, autres intellectuels du FUA.
La JCR s'implique surtout dans les Comités d'action lycéens né à l'automne 1967: 35 000 personnes participent à la journée unitaire du 21 octobre contre la guerre du Viêt Nam, 5 jours après l'emprisonnement de Joan Baez en Californie. La Jeunesses communiste pétitionne pour sa libération, puis contre l'interdiction de l'activité politique au lycée d'Argenteuil le 13 novembre 1967. Le 9 novembre 1967, un tract commun a lancé une manifestation contre la "Réforme Fouchet des universités" et les ordonnances sur la Sécurité sociale. Dans six lycées parisiens, des « Comités Vietnam Lycéens » entraînent des terminale dans la grève et les cortèges de l'UNEF du 13 décembre 1967,. Des manifestations ont lieu à Lyon (8 000), Le Mans, Lille (3 000 à 5 000), Saint-Etienne (2 500), Bordeaux, Grenoble, Rouen (2 000) ou encore Marseille, Le Havre, Dijon, Toulon (1 000 à 1 500).

## Publications
Elle bénéficie aussi du tirage à 3 500 exemplaires, dès le premier mois, en mai 1966, d'un bimestriel, parfois mensuel, appelé Avant-Garde Jeunesse (AGJ), qui reprend l'ex-nom du journal des jeunes du PCF, Avant-garde (journal), que ce dernier avait rebaptisé Nous les garçons et les filles en 1963, avant de reprendre le nom initial en 1969. Son dernier numéro est publié (27 mai 1968).
Des bulletins locaux de la JCR, ronéotés et avec un ryhtme irrégulier ou épisodique, la font connaitre un peu aux étudiants de province: L'Antidote à Rennes, La Cloche à Charleville-Mézières, La Commune à Toulon, La Daille à Strasbourg, L’Étincelle à Caen et à Rouen, La Méthode à Cannes, La Moulinette à Aix, Octobre à Lyon et à Nanterre, Que faire ? à Antony, La Vieille taupe à Besançon.
Durant les évènements de Mai 68, la JCR publie aussi un feuillet ronéoté (10 numéros), entre 29 mai et le 10 juin et appelée Aujourd'hui. Elle sert à donner, au jour le jour, « le point de vue de la JCR sur les derniers développements de la situation ». Après la dissolution en juin 1968, l'ex-JCR? domiciliée à Bruxelles (Belgique), fait paraître un unique numéro d'une nouvelle revue, La Nouvelle avant-garde.

## Contexte
À partir du milieu des années 1960, dans le sillage de la guerre d'Algérie et d'évolutions sociales, les mouvements de jeunesse en général se transforment en lieux de contestation.
La Jeunesse ouvrière chrétienne et la Jeunesse étudiante chrétienne deviennent des forces d'opposition au sein de l'Église catholique Les dirigeants de la JEC, après un débat public avec les évêques dont ils sortent majoritaires, sont exclus en mars 1965, avant de fonder en novembre 1965 la « Jeunesse universitaire chrétienne », avec Nicolas Boulte et Henri Nallet.
Des jeunes de l'Union des étudiants communistes font de même que quelques mois plus tard, avec la création de la JCR en avril 1966 puis de l'UJCml (maoiste) par un congrès de janvier-février 1967.

## Activités et idées

### L'Internationalisme, de Bruxelles à Berlin, en passant par Lima et La Paz
Section française revendiquée de la IVe Internationale, la JCR s'identifie aux révolutions anticoloniales (Cuba, Viêt Nam, Bolivie, etc.) et à la compréhension de la dialectique des trois secteurs de la révolution mondiale : révolution anti-coloniale au Viêt Nam et en Amérique latine, mouvements étudiants et luttes ouvrières en Europe, luttes antibureaucratiques à l’Est (Tchécoslovaquie).
Dans cette optique, la JCR participe au meeting du 15 octobre 1966, où 3 000 personnes réunies à Liège protestent contre l’intervention américaine au Viêtnam, avec 3 autres organisations, les Jeunes gardes socialistes de Belgique, le groupe « Révoltes » de France, appelé aussi OCI. Avant-Garde Jeunesse n° 2, daté de décembre 1966, relate le départ de jeunes communistes orthodoxes opposé aux banderoles de l'OCI « exaltant les révoltés hongrois de 1956 ». Les 11-12 mars 1967, une « conférence de Bruxelles » réunit cette fois 12 partis européens, mais pas l'OCI rivale, et appelle à une manifestation anti-guerre du Vietnam, à Berlin, les 17-18 février 1968 à laquelle 20000 jeunes participeront, dont 300 Français menés par Alain Krivine, qui prend la parole aux côtés de l'allemand du SDS Rudi Dutschke, et au cours de laquelle il est convenu d'un grand meeting internationaliste à la Mutualité le 9 mai.
Entre-temps, le 19 octobre 1967, la JCR organise un meeting d'hommage à Che Guevara, tué dix jours plus tôt en Bolivie, à la Mutualité à Paris, avec 1500 personnes et à la tribune Alain Krivine, l'économiste Ernest Mandel, Maurice Nadeau et Jeannette Pienkny. La JCR lance ensuite deux campagne pour la libération de militants, Hugo Blanco, trotskyste péruvien condamné à 25 ans de prison et Régis Debray arrêté le 25 avril 1967 et condamné à 30 ans de prison en Bolivie.

### Combat contre la bureaucratie soviétique
L'internationalisme conduit la JCR à une opposition aux bureaucraties soviétique et chinoise et à considérer que sa politique s’inscrit dans la lignée de ceux qui, dans le mouvement communiste, se sont opposés au stalinisme : l’opposition de gauche trotskiste. Il s’accompagne de la critique de l’orientation parlementaire modérée, de luttes pour une « démocratie avancée », que mène selon la JCR le PCF, qu'elle accuse de révisionnisme.

## Mai 68
La JCR aborde Mai 1968 renforcée par ses activités dans la lutte contre la guerre du Viêt Nam et son soutien aux mouvements anti-coloniaux mais n'a que 350 militants avant les événements.
Dans quatre universités de sciences humaines, la JCR participe à des mouvements créés hors de l'UNEF pour l'aiguillonner, bien qu'elle soit représentée au bureau du syndicat étudiant : Mouvement du 22 mars à la nouvelle université de Nanterre, où elle a 25 adhérents et 15 sympathisants, Les militants JCR représentent la première force du Mouvement du 22 mars à Nanterre. La JCR contribue aussi au Mouvement du 25 avril à Toulouse, au Mouvement du 11 mai à Marseille et au Mouvement d'action universitaire à la Sorbonne.
Dès fin 1967 - printemps 1968, il y a une conjonction entre les luttes des jeunes travailleurs (Saviem, Rhodiaceta) et les mobilisations étudiantes. Mai 1968 débute avec les manifestations en solidarité, contre la « police » dans le mouvement étudiant de la Sorbonne jusqu'au 10 mai. Puis viennent les barricades où les militants JCR sont très présents. Le 13 mai 1968, la grève générale est décrétée avec occupation des usines. Des personnages comme Alain Krivine ou Daniel Bensaïd restent intimement liés à cette période.
La JCR a une vision de Mai 1968 inspirée par la révolution russe, avec l'analogie 1905/1917: comme 1905 avant 1917, Mai 1968 aurait été une « répétition générale » à laquelle « il manque le Parti ». Mai 1968, le débat en son sein évoque une « crise pré-révolutionnaire ». La JCR considère qu'il s'agit d'une situation où la question du pouvoir est posée mais sans pouvoir être résolue.
La JCR sort renforcée de Mai 68, passant de 350 militants avant les évènements à un millier de militants, mais elle est dissoute, avec le "PCI-minoritaire" né en 1965 et l'OCI, par décret gouvernemental le 12 juin 1968 selon la loi du 10 janvier 1936 sur les groupes de combat et milices privées.

## Après la dissolution

### Période de transition
Dissoute, la JCR continue à exister autour des « Cercles Rouges », qui organisent la diffusion du journal Rouge, dont le premier numéro est publié le 18 septembre 1968, avec une interview d'Alain Krivine et une information sur la mort de Michèle Firk au Guatemala. Dès l'automne 1968, se regroupent autour de ce nouveau journal, des militants issus de la JCR, du Parti communiste internationaliste et des « militants de Mai ».
Les militants sont dans les « cercles pile » et les sympathisants dans les « cercles face ». Trois positions s'affrontent lors du débat précédant le congrès de fondation de la Ligue communiste. Alain Krivine, Henri Weber, et Gérard de Verbizier, déjà membres du "PCI-minoritaire" né en 1965, et de la Quatrième Internationale veulent s'y rattacher et le font voter par 203 voix pour, 46 contre, 1 abstention, mais s'opposent à Henry Malher et Isaac Johsua, qui veulent eux organiser une « conférence internationale des groupes révolutionnaire » associant Was tun ? (Allemagne), Black Dwarf (Angleterre), Acción comunista (Espagne), des fractions de la Zengakuren (Japon), les Jeunes Gardes Socialistes (Belgique). Ils s'affrontent aussi à une troisième tendance, ceux qui dénoncent « le point de vue ultra-organisationnel » et « le fétichisme organisationnel ».
La question de la fusion entre la JCR et le PCI est posée lors de ce congrès au cours duquel 20 % des JCR refusent de rejoindre le nouveau parti.

### Fondation de la Ligue communiste
En réponse à la dissolution, la JCR considère que son internationalisme « conséquent » doit la conduire à la Quatrième Internationale. Ainsi, en avril 1969, elle fusionne avec le PCI pour former la Ligue communiste, qui devient la section française de la IVe Internationale.
La Ligue communiste est à son tour dissoute le 23 juin 1973 par décret à la suite de l'attaque contre le meeting du mouvement d'extrême droite Ordre nouveau à la Mutualité. Une nouvelle reconstitution a lieu le 10 avril 1974 sous la dénomination de Front communiste révolutionnaire, qui se transforme, lors d'un congrès en décembre 1974, en Ligue communiste révolutionnaire (LCR).
La JCR donne son nom en 1979 à l'organisation de jeunesse de la LCR, baptisée les Jeunesses communistes révolutionnaires, en mémoire de la JCR.